# Incidente ferroviario del Lingotto
L'incidente ferroviario del Lingotto fu un tamponamento tra due treni viaggiatori avvenuto il 19 giugno 1922 sulla linea Torino-Alessandria nei pressi della Stazione di Torino Lingotto.

## Dinamica dei fatti
Il treno direttissimo n. 9 Torino-Roma era partito dalla stazione di Torino Porta Nuova alle ore 20:15. La composizione prevedeva in coda una carrozza di 1ª classe e una postale che ad Alessandria sarebbero state staccate per proseguire per Piacenza e Bologna. Dopo aver superato la stazione di Torino Lingotto, prima del km 7, il treno si arrestò bruscamente in quanto un individuo si era gettato sul binario proprio nel momento in cui il treno sopraggiungeva. Fermato il treno, il personale e alcuni viaggiatori scesero dai vagoni senza preoccuparsi di segnalare l'arresto anomalo in linea.
Alle ore 20:15, dalla stazione di Porta Nuova, partì il treno omnibus per Cuneo e fece la fermata al Lingotto dopodiché ripartì. Alle ore 20:25 il macchinista, uscendo dalla curva, vide la massa scura del treno fermo e cercò di arrestare il suo convoglio ma fu impossibile evitare il disastro. La locomotiva penetrò nel vagone postale di coda, quello per Piacenza e Bologna, sfasciandolo tra turbini di vapore che uscivano dalla caldaia, causando gravi ustioni al macchinista. Il violento contraccolpo del vagone postale contro la vettura di prima classe che aveva dinanzi ne ruppe le pareti e vi penetrò dentro, causando un gran numero di feriti. 
Il fragore dello scontro richiamò sul posto il personale ferroviario che si trovava nelle adiacenze. Il disastro fu quindi segnalato alla stazione di Porta Nuova, alla Divisione movimento e alla Direzione compartimentale che dispose il blocco di tutti i treni in partenza e sospese il movimento da Trofarello verso Torino.
Dalla stazione di Porta Nuova furono impartiti ordini per inviare mezzi di soccorso sul luogo del disastro; furono allertati i vigili del fuoco e le guardie regie mentre affluivano al Lingotto, la Croce Verde con medici e barellieri e drappelli di militari. Il capo compartimento Ehrenfreund si recò sul posto con ingegneri e personale di manovra. 
Le carrozze del direttissimo rimaste intatte vennero staccate e fatte ripartire qualche ora dopo portando via molti dei passeggeri feriti lievemente che preferirono proseguire.

## I treni coinvolti
- Treno direttissimo n. 9 da Torino per Alessandria, Genova e Roma con carrozze di 1ª e 2ª classe, carrozza letto e vagone postale[3].

- Treno omnibus n. 3087 da Torino per Savigliano e Cuneo, composto di carrozze di 1ª, 2ª e 3ª classe trainato da locomotiva a vapore[4]..

## Le vittime
Due persone persero la vita: il suicida, non identificato a causa dello strazio subito due volte e il capitano in congedo Alfredo Pagliari, viaggiatore della vettura di prima classe sfondata dal postale. I feriti ricoverati furono 15; tra questi il macchinista dell'omnibus e altri due in gravi condizioni.

## L'inchiesta
L'inchiesta puntò sulla responsabilità del personale del treno direttissimo n. 9 che dopo l'arresto in linea non aveva provveduto a proteggere subito la "coda" del treno con segnale di arresto a mano (lanterna rossa) posta a congrua distanza.